# Darcy Ward

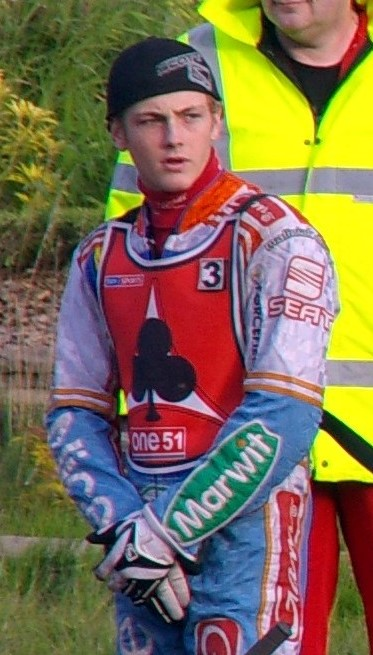
Darcy Ward (2009)

Darcy Ward (* 4. Mai 1992 in Nanango, Queensland, Australien) ist ein ehemaliger australischer Speedwayfahrer.

## Karriere
Darcy Ward begann seine Speedway-Karriere als Junior in seinem Heimatstaat Queensland. Von 2003 bis 2007 qualifizierte er sich für fünf australische U16-Meisterschaften, wobei er 2005 und 2007 jeweils den zweiten Platz belegte.
Ward wurde 2009 und 2010 Speedway-Juniorenweltmeister und machte am 27. August 2011 sein Debüt im Speedway-Einzel WM Grand Prix in Toruń/PL, wo er auf Anhieb den 3. Platz belegen konnte.
Ward startet außerdem in drei der stärksten Speedway-Profiligen der Welt: für Unibax Toruń/PL, die Poole Pirates/GB und Dackarna/S.
2009 startete er auch in der deutschen Speedway-Bundesliga für den AC Landshut. In der Saison 2013 belegte Ward den 8. Platz im Speedway-WM Grand Prix, trotz eines Sturzes und damit verbundenen Ausfall für vier Grand-Prix-Rennen.
Am 23. August 2015 verunglückte Ward bei einem Lauf in der polnischen Liga in einem Heimrennen seiner Mannschaft Falubaz Zielona Góra so schwer, dass er Querschnittlähmung erlitt.

## Erfolge
- Speedway U21-Weltmeister: 2009, 2010
- Speedway-WM Grand Prix 2013: 8. Platz

### Team
- Britische Liga: Poole Pirates
- Polnische Liga: Falubaz Zielona Góra
- Schwedische Liga: Dackarna
- Deutsche Bundesliga: AC Landshut 2009

## Persönliches
Sein Vater Brian Ward war ebenfalls ein aktiver Speedwayfahrer.